# Панама-Вьехо
Панама-Вьехо (исп. Panamá Viejo — «Старая Панама») — сохранившиеся остатки старого города Панама, основанного в 1519 году, но разрушенного Генри Морганом во время похода на Панаму в 1671 году.

## История
В 1519 году Педрариас Давила основал поселение с сотней жителей. Это было первое европейское поселение в Америке на берегу Тихого океана. Уже через два года, в 1521 году, населённый пункт получил статус города. Панама стала важной отправной точкой для экспедиций в Перу и базой, откуда золото и серебро отправлялись в Испанию. Уже тогда в городе вели деятельность торговцы из Генуэзской республики, в то время — союзника Испании. Согласно переписи 1587 года, в Панаме проживало 548 жителей, из которых 53 были иностранцами, в том числе 18 итальянцев. В 1610 году население города уже достигло 5000 человек, в нём было около 500 домов, а также монастыри, часовни, больница и кафедральный собор. К 1670 году жителей насчитывалось уже около 10 тысяч.
Развитию города мало препятствовали пожары 1539 и 1563 гг. Однако, в XVII веке положение изменилось. Город стал подвергаться нападениям пиратов. 2 мая 1621 года землетрясением были разрушены многие здания в городе. 21 февраля 1644 года Великий пожар уничтожил множество домов и построек, включая собор.
В 1671 году на город напал Генри Морган с 1400 солдатами. Они высадились на карибском побережье, разрушив старый форт Сан-Лоренсо, перешли по реке Чагрес и джунглям Панамского перешейка и напали на Панаму. Вероятно, жители сами подожгли город, который был практически уничтожен. Погибло не менее 400 жителей, в некоторых источниках количество погибших превышает тысячу. Вскоре в нескольких километрах была основана Новая Панама, сегодня — исторический квартал, которой называется Каско-Вьехо.

## Всемирное наследие ЮНЕСКО
На 21-й сессии в 1997 году в список всемирного наследия ЮНЕСКО был внесён объект «Исторический район города Панама с Салон-Боливар» под номером 790, а в 2003 году 27-й сессии территория объекта была расширена со включением в него Панама-Вьехо.
С 2008 года комитетом рассматривались отчёты об объекте из-за беспокойств о критическом состоянии, планов строительства высотных зданий и транспортной инфраструктуры. В 2013 году миссия по мониторингу рекомендовала принять один из трёх вариантов: исключить компонент исторического района и сфокусироваться на археологическом объекте Панама-Вьехо, уменьшить зону исторического района так, чтобы его критерии одновременно удовлетворяли археологическому объекту, либо поэтапно включить компоненты в более широкий объект, включающий весь Панамский перешеек и посвящённый межокеанской и межконтинентальной торговле в течение пяти веков.
В 2018 году была внесена номинация в соответствии с третьим вариантом, которая была впервые рассмотрена на 43-й сессии в 2019 году. Номинация была рекомендована к отложению для дальнейшей работы над заявкой и планами по сохранению существующего объекта и была впоследствии рассмотрена на 46-й сессии (2024). Номинация была вновь отложена с рекомендацией Панаме установить легальную защиту нового культурного объекта, стратегию туризма и интерпретацию объекта в качестве одного целого. В итоге на 47-й сессии (2025) Комитет Всемирного наследия внёс новый объект в список, куда вошли оба компонента старого, который таким образом прекратил существование.

## Галерея

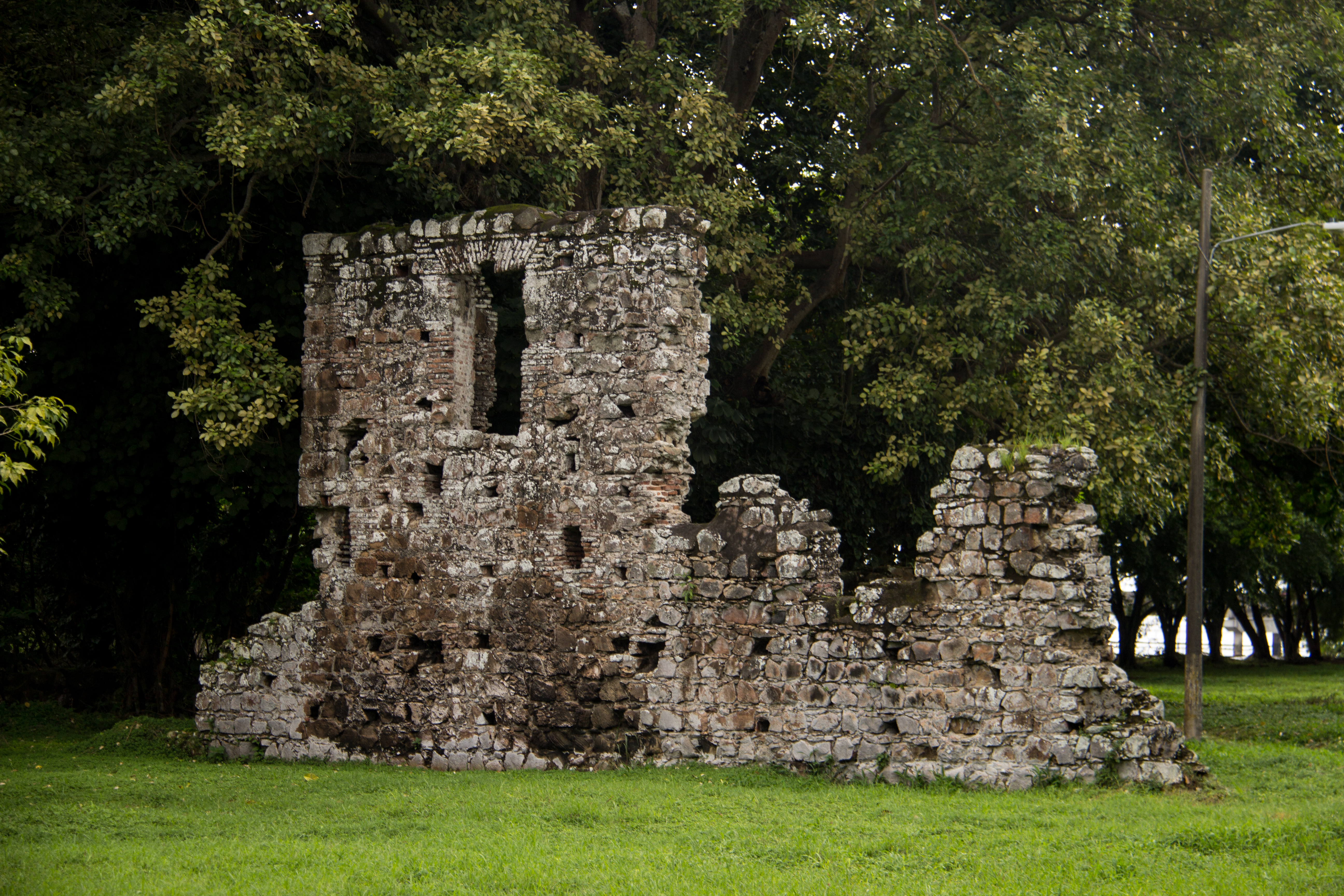
Остатки дома генуэзцев
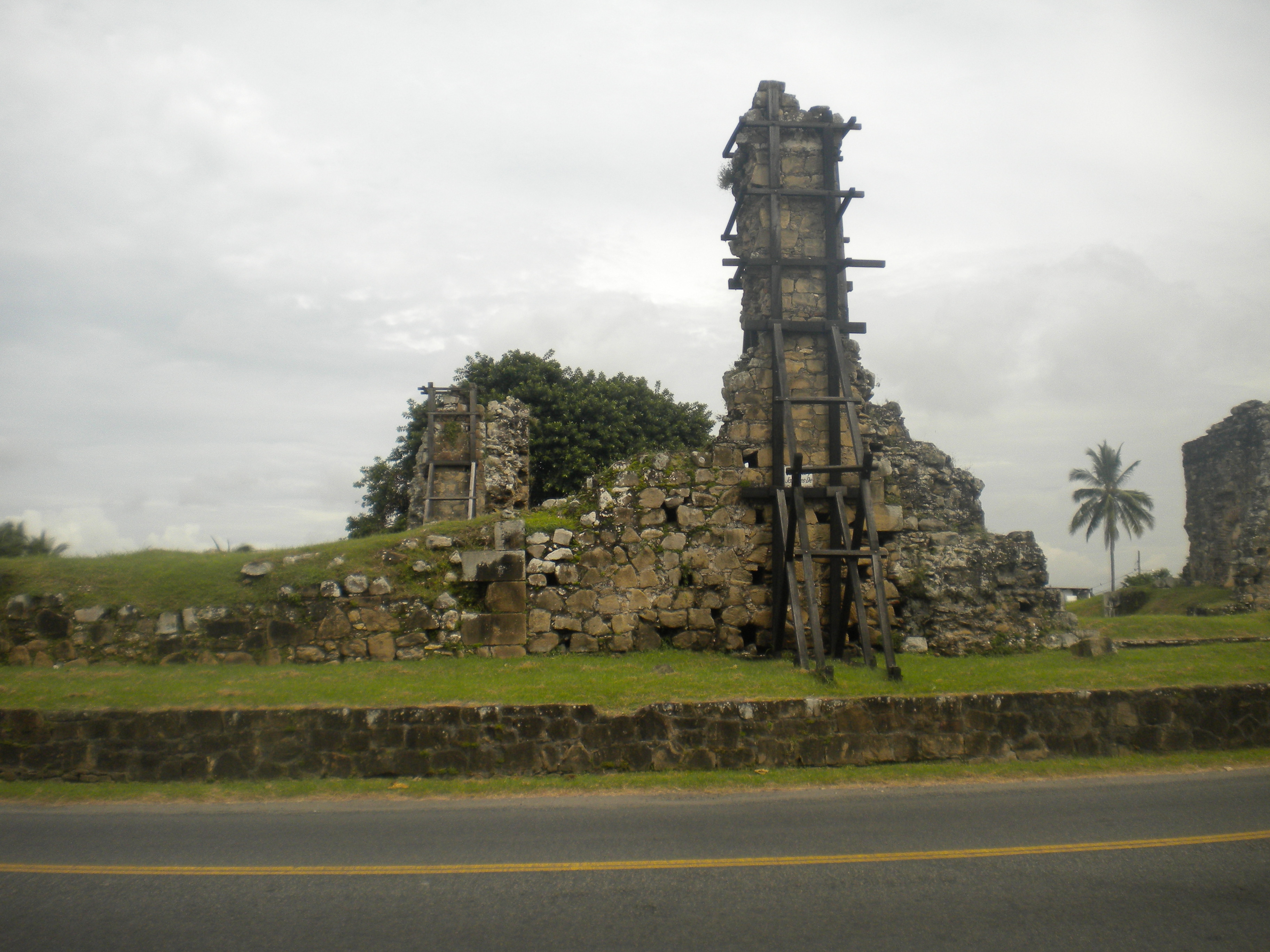
Церковь монастыря Святого Франциска
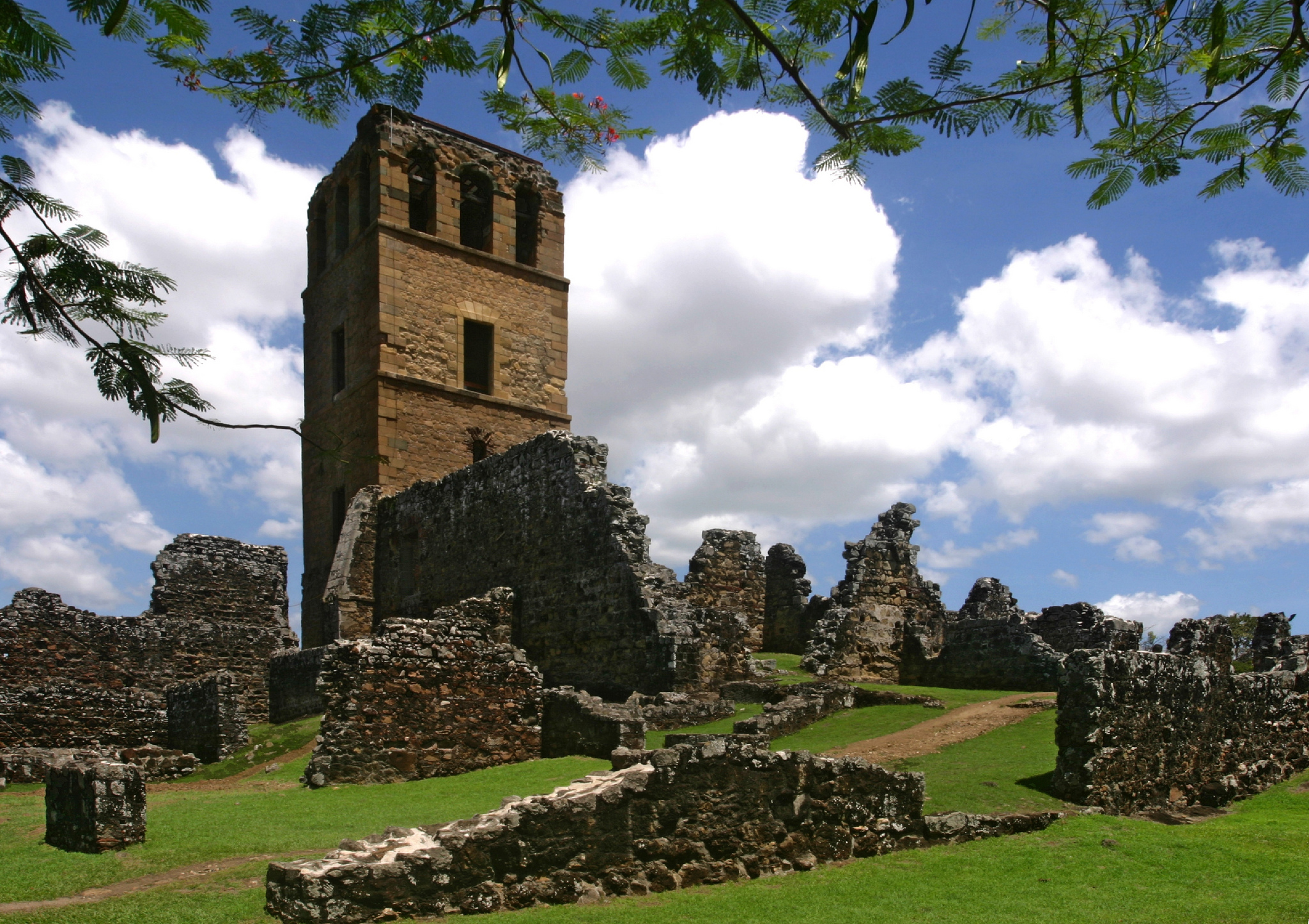
Руины кафедрального собора
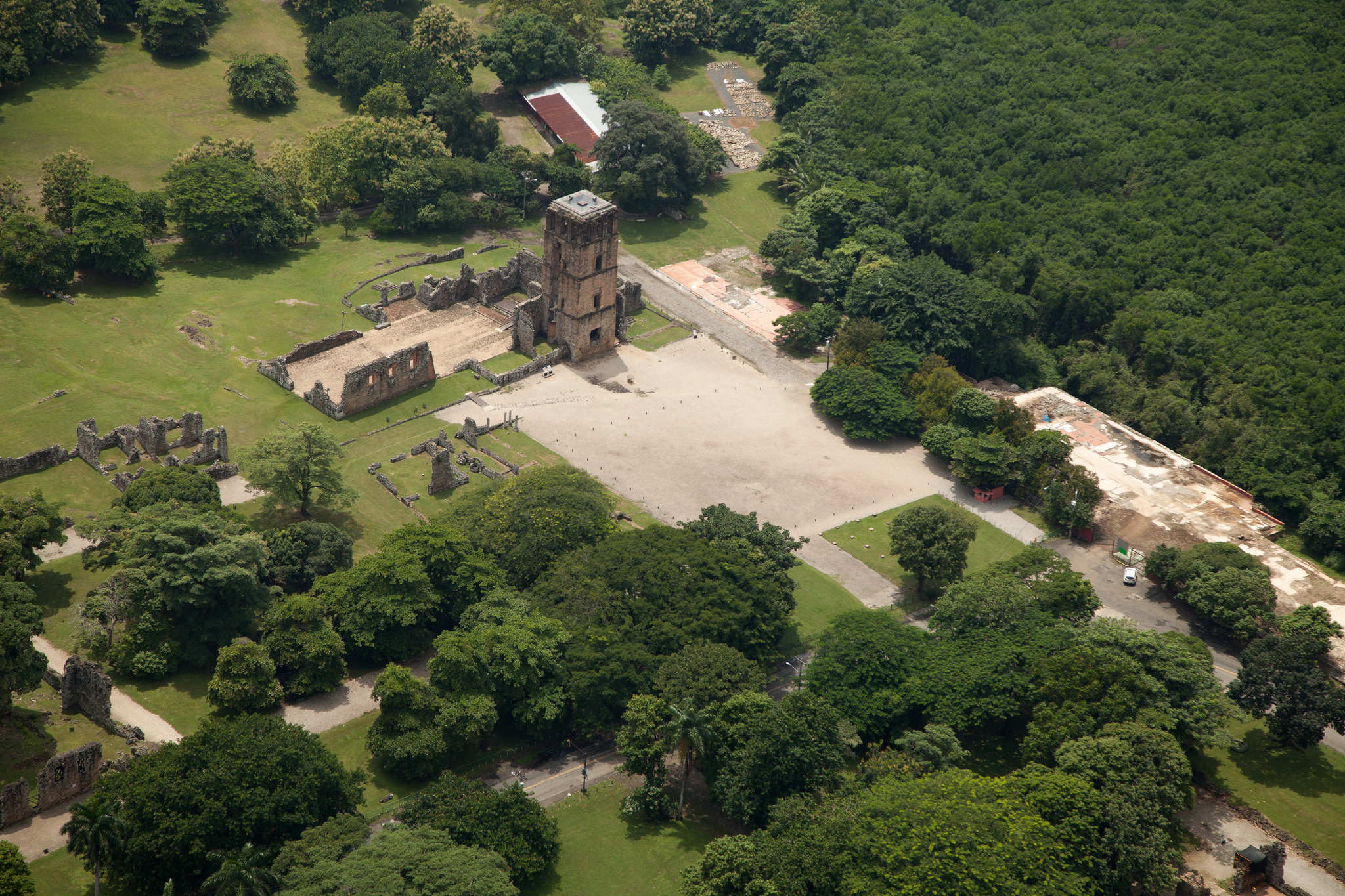
Вид с высоты птичьего полёта